# Une aventure de Bout de Zan
Une aventure de Bout de Zan és una pel·lícula muda francesa escrita i dirigida per Louis Feuillade i estrenada el 4 de d’abril de 1913.
Aquesta pel·lícula forma part de la sèrie Bout de Zan.

## Repartiment
- René Poyen : Bout de Zan
- René Navarre : El pare de la noia
- Renée Carl
- Luitz-Morat
- Edmond Bréon